# 陳篤生
陳篤生（英語：Tan Tock Seng；白話字：Tân Tok-seng，1798年—1850年），新加坡華人，企業家兼慈善家，曾任新加坡地區的「中國甲必丹」（由官方指定的華人社群領袖）。
陳篤生在十九世紀的新加坡地位舉足輕重，其事蹟包括於1840年資建天福宮、1844年同陈金声在珍珠山合辦平民醫院（1851年由其子陳金鐘接手並改名陈笃生医院）、1846年受委太平局紳，1850年去世並葬在歐南山北麓。

## 生平
陳篤生在1798年（清曆嘉慶三年）出生於麻六甲，父親陳月中是來自福建的移民，母親侯玉娘則是麻六甲當地的土生華人。1819年（清曆嘉慶24年），時年21歲的陳篤生前往新加坡闖蕩，將麻六甲的蔬果引渡至當地販售，順利為他大量累積財富。

## 遺產
陳篤生過世之後，他將一大片位於芽籠（Geylang）椰子農場撥給妻子李淑娘。李淑娘秉承夫志，持續支持醫院業務的營運資金。而陳篤生的三個女兒也各自獲得新加坡幣3萬6千塊現金的遺贈，三名兒子則繼承陳篤生不同的事業；其中，醫院的部分是由長子陳金鐘負責主導。陳篤生的孫子陳齊賢，後來在英屬馬來亞也成為一名知名的商人和慈善家。